# Філіпп Едуард Антон фон Ленард
Філіпп Едуард Антон фон Ленард (нім. Philipp Eduard Anton von Lenard 7 червня 1862, Пресбург, Австро-Угорська імперія — 20 травня 1947, Месельгаузен, Німеччина) — німецький фізик, автор багатьох видатних робіт в області фізики твердого тіла і атомної фізики. Лауреат Нобелівської премії з фізики в 1905 р. «за роботи з дослідження катодних променів». У 20-х роках XX століття став противником «теорії відносності» і пропагандистом т. з. «арійської фізики».

## Життєпис
Ленард народився в сім'ї тірольського торговця вином. У 1722 р. сім'ї Ленарда було присвоєно спадкове дворянство, яке проте, починаючи з кінця XVIII століття, в сім'ї не застосовувалося. У 1880 р. Ленард вивчає протягом двох семестрів природничі науки — спочатку в Будапешті, а потім у Відні. Після цього він віддає перевагу роботі у батьківському винному магазині в Прессбурзі. У 1883 р. Ленард продовжує навчання в Гайдельберзі під керівництвом Георга Квінке та Роберта Бунзена. Після навчання протягом одного семестру в Берліні під керівництвом Германа Гельмгольца, він захищає в 1886 р. у Гайдельберзі дисертацію за темою «Про коливання падаючих крапель». Після цього він стає асистентом у Квінке у фізичному інституті Гайдельберзького університету. У цей час він продовжує дослідження люмінесценції. У наступні десятиліття на основі цих досліджень він напише основоположні роботи про механізм свічення так званих фосфорів Ленарда. 1898 року Ленард стає професором в Кільському університеті, де проводить найпродуктивніші роки своєї наукової діяльності. Він продовжує досліджувати фотоелектричний ефект, розробляє динамічну модель атома, що спростувала уявлення про атом як про масивний однорідний об'єкт. 1907 року Ленард повертається у Гайдельберг.

## Науковий доробок

### Метеорологічні внески
Ленард був першим, хто в 1892 році вивчив і описав те, що було названо пізніше як ефект Ленарда. Цим ефектом назване відокремлення електричних зарядів, при аеродинамічному розпаді крапель води, наприклад, при падінні на основу чи розщепленні крапель у повітрі. Ефект також знаний як балоелектричний ефект, електрифікація розпилення або ефект водоспаду. В основі ефекту лежить явище, коли сили розливу крапель, генеруючи бризки, генерують невеликі негативні краплі з поверхні основної краплі, залишаючи нейтральний або слабкий позитивний заряд на решті великого фрагмента. Ефект був повторений багатьма дослідниками, проте, молекулярні механізми цього явища станом на 2015 рік досліджені недостатньо.
Також, він провів дослідження розмірів та форми розподілу крапель дощу, для цього сконструювавши вітровий тунель, в якому краплі води різної величини могли утримуватися нерухомими протягом декількох секунд. Він першим визнав, що великі краплі дощу не мають класичну форму краплі сльози, а мають форму подібну до булочки гамбургерів.